# メンデルスゾーン仮説
メンデルスゾーン仮説（メンデルスゾーンかせつ）とは、ドイツ生まれのイギリスの物理学者でエジプト考古学者のクルト・メンデルスゾーン（Kurt Mendelssohn、1906年 - 1980年）が1974年に著した"The Riddle of the Pyramids." のなかで唱えたピラミッド建造にかかわる仮説。

## 概要
ベルリン生まれで、もともと物理学者であったメンデルスゾーンは、"The Riddle of the Pyramids."（邦題『ピラミッドの謎』）のなかで、エジプトのピラミッドは、ファラオのための葬祭建造物であったばかりではなく、むしろそこでは、労働そのものが不断に必要とされたからこそ、ファラオたちはピラミッドの増改築を繰り返し、場合によっては1人のファラオが複数のピラミッドを建てることさえあったのではないか、すなわち、ピラミッド建造の目的はひとつではなく、現代でいう公共事業に近いような意味合いも有していたのではないかとする学術上の仮説を唱えた。これが、メンデルゾーン仮説であり、さらに、ピラミッドの建設は国家としての結束を固める意図もあっただろうとする。この仮説は、世界中のエジプト研究者に影響をあたえた。

## 関連図書
- クルト・メンデルスゾーン著・酒井傳六訳『ピラミッドの謎』文化放送開発センター出版部、1976年。
- クルト・メンデルスゾーン著・酒井傳六訳『ピラミッドを探る』法政大学出版局、2009年7月。ISBN 4588354027